# مات بيرك
مات بيرك (بالإنجليزية: Matt Burke)‏ (و. 1973  م) هو لاعب اتحاد الرغبي، من أستراليا، ولد في سيدني، يلعب كجناح ‏، وظهير ‏.

## التعليم
تعلم في الجامعة الكاثوليكية الأسترالية.

## روابط خارجية
- مات بيرك على موقع دوري الرغبي الممتاز (الإنجليزية)
- مات بيرك عل موقع إسبنسكروم (الإنجليزية)
- مات بيرك على موقع ItsRugby.co.uk (الإنجليزية)